# Michael McGlinchey
Michael Ryan McGlinchey (Wellington, 7 januari 1987) is een Nieuw-Zeelands voormalig voetballer die bij voorkeur als middenvelder speelde.
McGlinchey speelde in de jeugd bij de Schotse club Celtic, waar hij ook zijn professionele debuut maakte. Na een verhuurperiode bij Dunfermline Athletic verkaste McGlinchey naar Central Coast Mariners, uitkomend in de A-League, waar hij meer dan 100 wedstrijden speelde. Tussendoor bracht hij periodes op huurbasis door bij Motherwell in 2010 en met Vegalta Sendai in 2014. Hij tekende bij Wellington Phoenix eind 2014. Medio 2018 keerde hij terug bij Central Coast Mariners. Hier speelde hij twee seizoenen. In 2022 sloot hij zijn loopbaan af bij het Australische Weston Bears.
McGlinchey vertegenwoordigde Schotland onder 20 en onder 21, maar koos uiteindelijk om voor zijn geboorteland Nieuw-Zeeland uit te komen. Hij maakte deel uit van de selectie van Nieuw-Zeeland op het WK 2010 en de Confederations Cup 2017, en speelde in totaal meer dan 50 interlands waarin hij 5 keer wist te scoren.

## Clubcarrière

### Celtic
McGlinchey stroomde in 2005 door vanuit de jeugdopleiding van de Schotse club Celtic. Ondanks interesse van Manchester United wist toenmalige trainer Martin O'Neill hem ervan te overtuigen om bij Celtic zijn eerste profcontract te tekenen. McGlinchey maakte zijn debuut voor de club in december 2005 tegen Livingston. Het bleef echter bij deze ene wedstrijd doordat O'Neill vertrok en nieuwe trainer Gordon Strachan een andere speler de voorkeur gaf.
Tijdens het seizoen 2007/08 werd McGlinchey tot 20 januari 2008 verhuurd aan Dunfermline Athletic, uitkomend in de Scottish Football League First Division. Ondanks dat McGlinchey succesvol was tijdens de verhuurperiode, werd hij eerder teruggehaald vanwege een liesblessure.

### Central Coast Mariners
In mei 2009 tekende McGlinchey na een succesvolle stage een contract voor twee jaar bij Central Coast Mariners. Hij maakte zijn debuut voor de club op 6 augustus 2009 in de eerste speelronde van de A-League tegen Melbourne Victory. Hij maakte tevens zijn eerste doelpunt voor de club, wat ook zijn eerste doelpunt ooit was. Tegen het einde van het seizoen 2009/10 van de A-League, tekende hij een huurcontract bij Motherwell FC om fit te blijven voor het aankomende WK 2010. Hij kwam tot 8 optredens voor de Schotten. Op 23 december 2013 kondigde Central Coasst Mariners aan dat McGlinchey voor een jaar op huurbasis voor Vegalta Sendai ging spelen. Op 11 juni 2014 werd de huurperiode door Vegalta Sendai beëindigt.

### Wellington Phoenix
Op 12 september 2014, een dag nadat zijn contract bij Central Coast Mariners was ontbonden, tekende McGlinchey een contract voor twee jaar bij Wellington Phoenix.

### Terugkeer bij Central Coast Mariners
In juni 2018 keerde McGlinchey terug bij Central Coast Mariners. Hij tekende een contract voor twee jaar. In die tijd eindigde Central Coast Mariners tweemaal op een teleurstellende laatste plaats in de reguliere competitie. Wel reikte McGlinchey met Central Coast in 2019 tot de halve finale van de FFA Cup. Hierin bleek Adelaide United echter te sterk. Central Coast nam aan het einde van het seizoen 2019/20 afscheid van de middenvelder.
Nadien speelde McGlinchey in Schotland voor kleinere ploegen en in Australië voor Weston Bears.

## Interlandcarrière
McGlinchey kwam in aanmerking om interlands te spelen voor Schotland, Ierland en Nieuw-Zeeland. Zijn vader, Norrie McGlinchey, was als voetballer actief in Nieuw-Zeeland, waar hij de clubs Stop Out en Hutt Valley United vertegenwoordigde. De familie McGlinchey keerde terug naar Schotland toen Michael één jaar oud was.
McGlinchey speelde twee wedstrijden voor Schotland onder 20 op het WK 2007 tegen Costa Rica en Nigeria. In 2009 maakte hij gebruik van een beslissing van het FIFA-congres waarmee er een einde komt aan de leeftijdsgrens voor het veranderen van het nationale elftal voor spelers die al had gespeeld voor het nationale team van een land op een bepaalde leeftijd. Hij stelde zich beschikbaar voor de selectie van Nieuw-Zeeland. McGlinchey maakte zijn debuut voor Nieuw-Zeeland op 9 september 2009, in de WK-kwalificatiewedstrijd tegen Jordanië.
Op 10 mei 2010 werd McGlinchey opgenomen in de definitieve 23-koppige selectie van Nieuw-Zeeland voor het WK 2010. Op het toernooi kwam hij echter niet in actie. Hij nam in juni 2017 met Nieuw-Zeeland deel aan de FIFA Confederations Cup in Rusland, waar in de groepsfase driemaal werd verloren.

## Erelijst

### Club
Central Coast Mariners:
- A-League − reguliere competitie: 2011/12
- A-League − knock-out eindfase: 2012/13

### Land
Nieuw-Zeeland
- Oceanisch kampioenschap voetbal: 2016

### Individueel
- A-League Team of the Season: 2012/13